# Juan Ignacio Chela
Juan Ignacio Chela (30 de agosto de 1979 en Ciudad Evita, Buenos Aires, Argentina) es un exjugador profesional de tenis argentino, entrenador y presentador. Conquistó 2 títulos ATP 500, 4 ATP 250, y 9 ATP Challengers en su carrera, y en 2004 alcanzó su mejor posición en el ranking al llegar al 15.º lugar del escalafón mundial. Sus mejores participaciones en torneos de Grand Slam son en Roland Garros 2004 y 2011, y en el Abierto de Estados Unidos 2007 donde alcanzó los cuartos de final.
Finalizó once temporadas entre los 75 mejores del mundo y cuatro de ellas entre los mejores 30, lo que destaca su gran regularidad. Se retiró del tenis disputando su último partido en Wimbledon 2012 perdiendo ante Martin Klizan en primera ronda, y terminando a los 33 años con 15 años de carrera profesional en el circuito.
Pese a no haber alcanzado el Top Ten, es el sexto tenista argentino con más victorias en el circuito ATP, por detrás de Guillermo Vilas, Juan Martín del Potro, David Nalbandian, José Luis Clerc y Juan Mónaco, totalizando 326.

## Biografía

### Carrera tenística
Nacido en la barriada bonaerense de Ciudad Evita, empezó a practicar tenis a los 6 años. Siendo un jugador en la categoría junior logró conquistar el Campeonato Junior Latinoamericano en Brasil en el año 1997. Ese mismo año hizo su debut profesional en el challenger de Santa Cruz de la Sierra. Su despegue comenzó a fines del año siguiente, cuando conquistó sus dos primeros torneos future de forma consecutiva en Argentina y Paraguay respectivamente. Dos semanas después de su título en Paraguay alcanzaría su primera final en un torneo challenger en la ciudad de Lima en la que perdió en 3 sets ante el austríaco Stefan Koubek.
En 1999 se inserta definitivamente en el circuito challenger y consigue dos títulos de la categoría: el primero en Salinas, sobre superficie dura, y el segundo en Lima, sobre polvo de ladrillo. Ese mismo año hizo su debut ATP en el Torneo de Kitzbühel. Terminó en el puesto n.º 124 del ranking mundial.
En 2000 finaliza por primera vez dentro de los 100 mejores del ranking mundial y sorprende a todos al conquistar su primer título de ATP. En el Torneo de México logró pasar la clasificación y avanzar directamente hacia el título venciendo en la final a su compatriota Mariano Puerta. En su camino al título vence a quien terminara como n.º 1 del mundo ese año, el brasileño Gustavo Kuerten. Ese año también hace su debut en un Grand Slam en el Torneo de Roland Garros, derrotando al n.º 22 Todd Martin en primera ronda y perdiendo luego ante Younes El Aynaoui. Debuta en Copa Davis en una serie ante Canadá, perdiendo sus 2 partidos de sencillos y juega en los Juegos Olímpicos de Sídney logrando pasar una ronda. Termina el año en el puesto n.º 63.
En 2001, tras una derrota en tercera ronda del Abierto de Australia en 5 sets ante el estadounidense Pete Sampras y alcanzar su segunda final de un torneo ATP en el Torneo de Bogotá, su ascendente carrera se vio truncada en abril cuando un comité de la ATP lo suspendió por 3 meses debido a un control de dopaje positivo realizado en el Masters de Cincinnati del año anterior. A pesar de comprobar que la sustancia (metiltestosterona, un esteroide anabolizante) fue ingerida sin su conocimiento, el comité decidió, además de la suspensión, la quita de todos los puntos ganados en los meses posteriores al Masters de Cincinnati y del dinero ganado en ese torneo. Como consecuencia, Chela cayó hasta el puesto n.º 810 del ranking. Volvió al circuito en el challenger de Scheveningen y una semana después consiguió una excelente victoria ante Sébastien Grosjean, n.º 7 del mundo, en el Torneo de Amersfoort. Luego de eso se embarcó en una impresionante serie de torneos challenger en los que consiguió 6 torneos de la categoría en 7 finales disputadas, 5 sobre polvo de ladrillo y uno sobre canchas duras. Esta impresionante racha lo catapultó hasta el puesto n.º 70 del ranking al terminar el año, casi el mismo lugar donde empezó, recuperando más de 700 puestos en el camino.
El 2002 fue un excelente año terminando por primera vez en su carrera entre los mejores 25 del ranking mundial. Ya insertado nuevamente en el circuito grande, Chela alcanza la final del Torneo de Sídney, su primera sobre canchas duras, donde pierde ante el suizo Roger Federer. Luego hizo dos semifinales consecutivas en el circuito latinoamericano de canchas lentas y cuartos en el Masters de Miami. En el Torneo de Amersfoort consigue su segundo título de ATP derrotando en la final al campeón de Roland Garros, el español Albert Costa. Su buena actuación continuó con una final sobre canchas duras, en el torneo de Long Island y su mejor actuación en un Grand Slam, llegando a la cuarta ronda del US Open tras superar a Tim Henman (5º del mundo) en tercera ronda y perder en 4 sets ante el estadounidense Andy Roddick. Fue parte del Equipo argentino de Copa Davis que alcanzó las semifinales del torneo, jugando en todas las series del año con un récord de 3-2 en singles. Finalizó el año en el puesto n.º 23 del ranking.
En el 2003 no tiene grandes resultados, con solo una semifinal en el año, pero adquiere una buena regularidad en los torneos grandes, llegando usualmente a octavos o cuartos de final y venciendo a 3 top-10 y 5 top-20 en el año. También es parte del equipo de Copa Davis que alcanzó semifinales por segundo año consecutivo, participando en la serie de primera ronda ante Alemania. Termina el año en el puesto n.º 38 del ranking.
El 2004 vuelve a ser un gran año, alcanzando lo que hasta hoy es su mejor posición en el ranking (15.º). Consigue el tercer título de su carrera en el Torneo de Estoril, derrotando en la final a Marat Safin. En Roland Garros alcanza por primera vez los cuartos de final de un Grand Slam, perdiendo en tres sets ante Tim Henman, lo que impidió que las semifinales fueran totalmente argentinas en el torneo parisino (Gaudio, Coria y Nalbandián lograron superar esta instancia). El resto del año no consigue grandes resultados, aunque con pocas derrotas en primera ronda, y termina el año en el puesto n.º 26 del ranking mundial. También consigue este año sus dos primeros títulos en dobles, ambos junto a Gastón Gaudio.
El 2005 arranca de buena manera con semifinales consecutivas en Adelaida y Auckland y tercera ronda en el Abierto de Australia. Otras buenas actuaciones fueron las semifinales en Los Ángeles y New Haven (todo sobre canchas duras) y los cuartos de final en el Masters de Hamburgo. Finaliza el año en el 39.º lugar.
En 2006 termina en el top-40 por quinto año consecutivo. Sus mejores actuaciones son los octavos de final en el Abierto de Australia (supera al ídolo local Lleyton Hewitt en segunda ronda) y las finales en el Torneo de Acapulco (pierde ante Luis Horna) y en el Torneo de Kitzbühel (pierde ante Agustín Calleri). Forma parte del equipo de Copa Davis en todas las series, incluyendo la primera final para Argentina tras 25 años. En la serie de cuartos de final ante Croacia juega un dramático partido ante el relativamente desconocido Saša Tuksar, superándolo en la muerte súbita del cuarto set y otorgándole a Argentina el pase a semifinales. En la final disputa el primer partido de la serie ante Rusia, perdiendo ante Nikolái Davydenko en 4 sets y para el segundo punto es reemplazado por José Acasuso. Termina el año en el puesto n.º 33.
En el 2007 tiene su mejor año en el circuito. Tras anunciar su no disponibilidad hacia el equipo de Copa Davis para priorizar el circuito, Chela adquiere una notable regularidad, sin perder en primera ronda hasta mediados de año. En el camino logra su cuarto título en Acapulco, derrotando en la final a Carlos Moyá y alcanza cuartos de final consecutivos en los Masters de Indian Wells y Miami y luego en el de Roma. En el US Open alcanza cuartos de final de un Grand Slam por segunda vez en su carrera, venciendo en el camino al croata Ivan Ljubičić y al suizo Stanislas Wawrinka, perdiendo luego ante David Ferrer. El final de año no es del todo bueno, pero su gran regularidad lo coloca en el puesto n.º 20 del ranking al finalizar la temporada, el mejor ranking de su carrera al finalizar un año y permitiéndole acudir como segundo suplente a la Tennis Masters Cup en Shanghái.
En 2008 anuncia de nuevo su disponibilidad para el equipo de Copa Davis pero sus resultados no son los mejores aunque destaca las semifinales en el Torneo de Buenos Aires.
En 2010 mostrando un tenis de gran nivel consigue 2 títulos atp 250 el primero en Houston frente al estadounidense Sam Querrey derrotándolo por 5-7, 6-4, 6-3, y su segundo título lo consigue en Bucarest venciendo al español Pablo Andújar por 7-5 6-1. Además participa en el Master 1000 de Paris enfrentando en primera ronda al letón Ernest Gulbis.
En 2011 accede a cuartos de final de Roland Garros al vencer por 4-6, 6-2, 1-6, 7-6(5) y 6-2 al colombiano Alejandro Falla, este resultado lo deja como nuevo número 1 de Argentina y situándolo en el puesto 20 del ranking ATP.
En 2012 dio a conocer a través de su cuenta de Twitter, que se retirará del tenis profesional.

### Televisión
A la par de su carrera tenística, Juan Ignacio Chela condujo el programa de televisión Tenis Pro junto a Mariano Zabaleta entre 2004 y 2009. En el mismo revelaban las intimidades del circuito profesional.
En 2013 condujo en DeporTV "Concentrados en Red" con Luciana Rubinska, Juan Manuel Herbella, Geraldine Neumann y Juanchi Baleiron.
En 2014 realizó "En el set de Chela" donde entrevistó a personas del mundo del tenis como Gabriela Sabatini, Guillermo Vilas y Martin Jaite en DeporTV. En la actualidad (2015) conduce con Juan Marconi, Muni Seligmann, Miguel Granados y Nati Jota en ESPN el programa "ESPN Redes". Allí también participa de una novela en la que interpreta a Liliano, el fashion styler del canal.

### Entrenador
En 2017 inició su carrera como entrenador al asumir la dirección técnica de Diego Schwartzman a quien condujo hacia su mejor mejor ranking histórico (8°), vínculo que se extendió hasta 2023. También fue asesor de Juan Manuel Cerúndolo. A partir de 2024 asume como entrenador de Nicolás Jarry.

## Estilo
Es diestro, con revés a dos manos. Chela basó su juego en la potencia de sus golpes que los realiza con muy poco efecto haciendo amplio uso de los golpes planos. Su aspecto flaco y larguirucho le valió el apodo del "Flaco".

## Torneos ATP (9; 6+3)

### Individuales (6)

#### Títulos
| Leyenda                                                       |
| Copa Davis (0)                                                |
| ATP World Tour Finals (0)                                     |
| ATP Masters 1000 (0)                                          |
| ATP International Series Gold / ATP World Tour 500 Series (2) |
| ATP International Series / ATP World Tour 250 Series (4)      |

| N.º | Fecha                    | Torneo      | Superficie    | Oponente en la final | Resultado      |
| --- | ------------------------ | ----------- | ------------- | -------------------- | -------------- |
| 1.  | 21 de febrero de 2000    | México D.F. | Tierra batida | Mariano Puerta       | 6-4 7-6(4)     |
| 2.  | 15 de julio de 2002      | Amersfoort  | Tierra batida | Albert Costa         | 6-1 7-6(4)     |
| 3.  | 12 de abril de 2004      | Estoril     | Tierra batida | Marat Safin          | 6-7(2) 6-3 6-3 |
| 4.  | 26 de febrero de 2007    | Acapulco    | Tierra batida | Carlos Moyá          | 6-3 7-6(2)     |
| 5.  | 11 de abril de 2010      | Houston     | Tierra batida | Sam Querrey          | 5-7 6-4 6-3    |
| 6.  | 26 de septiembre de 2010 | Bucarest    | Tierra batida | Pablo Andújar        | 7-5 6-1        |

#### Finalista (6)
| Leyenda                                                       |
| Grand Slam (0)                                                |
| ATP World Tour Finals (0)                                     |
| ATP Masters 1000 (0)                                          |
| ATP International Series Gold / ATP World Tour 500 Series (2) |
| ATP International Series / ATP World Tour 250 Series (4)      |

| N.º | Fecha                 | Torneo       | Superficie    | Oponente en la final | Resultado      |
| --- | --------------------- | ------------ | ------------- | -------------------- | -------------- |
| 1.  | 28 de enero de 2001   | Bogotá       | Tierra batida | Fernando Vicente     | 4-6 6-7(6)     |
| 2.  | 7 de enero de 2002    | Sídney       | Dura          | Roger Federer        | 3-6 3-6        |
| 3.  | 19 de agosto de 2002  | Long Island  | Dura          | Paradorn Srichaphan  | 7-5 2-6 2-6    |
| 4.  | 27 de febrero de 2006 | Acapulco     | Tierra batida | Luis Horna           | 6-7(5) 4-6     |
| 5.  | 24 de julio de 2006   | Kitzbühel    | Tierra batida | Agustín Calleri      | 6-7(9) 2-6 3-6 |
| 6.  | 20 de febrero de 2011 | Buenos Aires | Tierra batida | Nicolás Almagro      | 3-6 6-3 4-6    |

#### Clasificación en torneos del Grand Slam
| Torneo               | 2012 | 2011 | 2010 | 2009 | 2008 | 2007 | 2006 | 2005 | 2004 | 2003 | 2002 | 2001 | 2000 | Títulos |
| -------------------- | ---- | ---- | ---- | ---- | ---- | ---- | ---- | ---- | ---- | ---- | ---- | ---- | ---- | ------- |
| Abierto de Australia | 3R   | 1R   | 1R   | -    | 1R   | 3R   | 4R   | 3R   | 2R   | 2R   | 2R   | 3R   | -    | 0       |
| Roland Garros        | 1R   | CF   | 2R   | 1R   | 2R   | 2R   | 1R   | 2R   | CF   | 3R   | 1R   | -    | 1R   | 0       |
| Wimbledon            | 1R   | 2R   | 1R   | -    | -    | 2R   | 1R   | -    | 2R   | 2R   | 1R   | -    | 1R   | 0       |
| US Open              |      | 3R   | 2R   | 2R   | -    | CF   | 1R   | 1R   | 1R   | 3R   | 4R   | -    | -    | 0       |

#### Clasificación en torneos de Masters Series
| Torneo | 2012 | 2011 | 2010 | 2009 | 2008      | 2007      | 2006      | 2005      | 2004      | 2003      | 2002      | 2001      | 2000      | Títulos |
| --- | ---- | ---- | ---- | ---- | --------- | --------- | --------- | --------- | --------- | --------- | --------- | --------- | --------- | ------- |
| 'Indian Wells' | 2R   | 3R   | 1R   | 1R   | 3R        | CF        | 2R        | 3R        | CF        | 2R        | 3R        | 1R        | -         | 0       |
| 'Miami' | 2R   | 2R   | 1R   | 1R   | 2R        | CF        | 4R        | 3R        | 3R        | 3R        | CF        | 1R        | -         | 0       |
| 'Montecarlo' | 1R   | 1R   | -    | 2R   | 1R        | 2R        | 2R        | 1R        | 3R        | CF        | 3R        | -         | 3R        | 0       |
| 'Roma' | 1R   | 3R   | 1R   | 1R   | 1R        | CF        | 1R        | 2R        | 1R        | 2R        | 2R        | -         | 1R        | 0       |
| 'Madrid' | 1R   | 1R   | 2R   | 1R   | -         | 2R        | 2R        | 2R        | 2R        | CF        | 1R        | -         | -         | 0       |
| 'Montreal / Toronto' | -    | 1R   | 2R   | -    | -         | 1R        | 1R        | 1R        | 3R        | 2R        | 1R        | -         | 1R        | 0       |
| 'Cincinnati' | -    | 1R   | -    | -    | -         | 2R        | 3R        | 3R        | 3R        | 3R        | 1R        | -         | 1R        | 0       |
| 'Shanghai' |      | -    | -    | -    | No TM1000 | No TM1000 | No TM1000 | No TM1000 | No TM1000 | No TM1000 | No TM1000 | No TM1000 | No TM1000 | 0       |
| 'París' |      | -    | 1R   | -    | -         | 2R        | 2R        | -         | 1R        | 1R        | 1R        | -         | -         | 0       |
| Total | 0    | 0    | 0    | 0    | 0         | 0         | 0         | 0         | 0         | 0         | 0         | 0         | 0         | 0       |
| 'World Tour Finals', Londres |      | -    | -    | -    | -         | -         | -         | -         | -         | -         | -         | -         | -         | 0       |
| Leyenda: G:Torneo ganado; F:Finalista; SF:Semifinalista; CF:Cuartos de final; 1R: Primera Ronda; 2R: Segunda Rona; RR: Round Robin**:A partir de 2009 |      |      |      |      |           |           |           |           |           |           |           |           |           |         |

### Dobles (3)
| Leyenda                |
| Grand Slam (0)         |
| Tennis Masters Cup (0) |
| ATP Masters 1000 (0)   |
| ATP Tour (3)           |

| N.º | Fecha                    | Torneo       | Superficie    | Pareja        | Oponentes en la final              | Resultado     |
| --- | ------------------------ | ------------ | ------------- | ------------- | ---------------------------------- | ------------- |
| 1.  | 9 de febrero de 2004     | Viña del Mar | Tierra batida | Gastón Gaudio | Nicolás Lapentti Martín Rodríguez  | 7-6(2) 7-6(3) |
| 2.  | 12 de abril de 2004      | Estoril      | Tierra batida | Gastón Gaudio | František Čermák Leoš Friedl       | 6-2 6-1       |
| 3.  | 25 de septiembre de 2010 | Bucarest     | Tierra batida | Łukasz Kubot  | Marcel Granollers Santiago Ventura | 6-2 5-7 13-11 |

#### Finalista (3)
| Leyenda                |
| Grand Slam (0)         |
| Tennis Masters Cup (0) |
| ATP Masters 1000 (1)   |
| ATP Tour (2)           |

| N.º | Fecha               | Torneo           | Superficie    | Pareja        | Oponentes en la final        | Resultado |
| --- | ------------------- | ---------------- | ------------- | ------------- | ---------------------------- | --------- |
| 1.  | 1 de marzo de 2004  | Acapulco         | Tierra batida | Nicolás Massú | Bob Bryan Mike Bryan         | 2-6 3-6   |
| 2.  | 25 de abril de 2005 | Estoril          | Tierra batida | Tommy Robredo | František Čermák Leoš Friedl | 3-6 4-6   |
| 3.  | 17 de abril de 2011 | Montecarlo M1000 | Tierra batida | Bruno Soares  | Bob Bryan Mike Bryan         | 3-6 2-6   |

## Torneos Challengers (9)

### Individuales (9)

#### Títulos
| N.º | Fecha                    | Torneo         | Superficie    | Oponente en la final | Resultado    |
| --- | ------------------------ | -------------- | ------------- | -------------------- | ------------ |
| 1.  | 8 de marzo de 1999       | Salinas        | Dura          | Hernán Gumy          | 6-4 7-6(7)   |
| 2.  | 18 de octubre de 1999    | Lima           | Tierra batida | Jiří Vaněk           | 6-2 7-5      |
| 3.  | 23 de julio de 2001      | Budaors        | Tierra batida | Werner Eschauer      | 7-5 6-1      |
| 4.  | 30 de julio de 2001      | Segovia        | Dura          | Oleg Ogorodov        | 6-2 6-3      |
| 5.  | 20 de agosto de 2001     | Ribeirão Preto | Tierra batida | Pavel Snobel         | 6-3 6-2      |
| 6.  | 27 de agosto de 2001     | Campinas       | Tierra batida | Diego Moyano         | 6-3 6-3      |
| 7.  | 17 de septiembre de 2001 | Szczecin       | Tierra batida | Nicolas Coutelot     | 6-1 6-3      |
| 8.  | 8 de octubre de 2001     | Lima           | Tierra batida | Marcos Daniel        | 6-2 1-0 ret. |
| 9.  | 8 de noviembre de 2009   | Medellín       | Tierra batida | João Souza           | 6-4 4-6 6-4  |